# Sugar (gerenciador de janelas)
Sugar é um ambiente de desktop livre e de código aberto projetado com o objetivo de ser utilizado por crianças para aprendizagem interativa.
Desenvolvido como parte do projeto One Laptop per Child (OLPC), é a interface padrão na família de laptops XO-1, mas também funciona no hardware da maioria dos demais computadores. Está disponível como um live CD, como um live usb, como um pacote instalável através de várias distribuições de Linux ou no Windows e no Mac OS através de virtualização.
O sugar é atualmente desenvolvido sob os auspícios da Sugar Labs, uma organização sem fins lucrativos que começou a operar em Maio de 2008, separada do projeto OLPC. No entanto, devido ao Sugar ser um software de código aberto sob a licença GNU GPL, muitos dos contribuidores da Sugar Labs não são seus empregados ou empregados do projeto OLPC.
Ao contrário da maioria dos outros ambientes de desktop, o Sugar não utiliza as metáforas do desktop, da pasta e da janela. Ao invés disso, as atividades em tela cheia do Sugar exigem que os usuários se concentrem em um único programa de cada vez. O sugar implementa uma nova metáfora de manipulação de arquivos (o Jornal), que salva automaticamente a sessão do programa em execução e permite, posteriormente, recuperar os trabalhos por data, por atividade ou por tipo de arquivo.

## Princípios do projeto
"Baixo andar, sem teto" é o mantra usado pelo OLPC - e agora, Sugar Labs - como motivação para os princípios que conduzem o projeto e o desenvolvimento. O Sugar tem como objetivo ser uma plataforma apropriada para todos os tipos de expressões criativas que fornecem um piso aos inexperientes, mas que não impõem um teto aos usuários mais avançados. A seguinte lista, certamente incompleta, fornece um ponto de partida para tais considerações.

### Simplicidade
As limitações do hardware do laptop levaram a uma concepção muito mais clara e simples da interface do usuário, remontando aos primeiros tempos da computação. O objetivo declarado é "evitar interfaces cheias de menus" e "limitar os comandos àqueles imediatamente relevantes à tarefa atual". As atividades são executadas em tela cheia; não há duplo clique e os menus são compostos por ícones.

### Modificação
O Sugar é um software livre lançado sob os termos da GNU GPL. Como tal, seu desenvolvimento é feito por uma variedade de colaboradores, incluindo muitos que não são empregados da Sugar Labs, da One Laptop per Child ou de qualquer outra organização semelhante. Os colaboradores mais ativos para o núcleo da plataforma Sugar incluem Marco Pesenti Gritti, Walter Bender, Christopher Blizzard, Eben Eliason, Simon Schampijer, Christian Schmidt, Lisa Strausfeld, Takaaki Okada, Tomeu Vizoso, e Dan Williams. Como um projeto ambicioso e de grande alcance, o Sugar e os programas criados (chamados de Atividades) frequentemente recebem contribuições daqueles que se consideram parte da comunidade do software livre—até mesmo alguns desenvolvedores de software bem estabelecidos que, normalmente, contribuem para outros projetos de software de código aberto.
O Sugar pode ser modificado facilmente por usuários com experiência em programação porque ele é escrito em Python, que é uma linguagem interpretada. A escolha da linguagem do Sugar está em forte contraste ao ambiente de desktop GNOME, ao Microsoft Windows XP, ao Windows Vista e ao Windows 7, que são primariamente escritos na linguagem de programação C, que é uma linguagem compilada.

## Recursos e sua história
O Sugar permanece em desenvolvimento. Em Maio de 2006, seus criadores o descreveram como primariamente uma "ferramenta para expressão", assim, existem planos para incluir recursos multimídia e de redes sociais. Há centenas de atividades disponíveis para o Sugar que podem ser baixadas da Biblioteca de Atividades Sugar. Atividades adicionais estão disponíveis por parte de terceiros, como por exemplo o portal do Projeto Ceibal no Uruguai.

## Multiplataforma
No começo de 2007, o Sugar podia ser instalado (com alguma dificuldade) em uma variedade de sistemas operacionais, incluindo várias distribuições de Linux e dentro de máquinas virtuais no Microsoft Windows e no Mac OS X. Instruções estão disponíveis no wiki do projeto. A partir de meados de 2008, o Sugar estava disponível nas distribuições Debian, Ubuntu e Fedora Linux. A partir de meados de 2009, openSUSE e outras distribuições GNU/Linux também disponibilizaram o Sugar. O Sugar 0.82.1 foi incluído no lançamento do software do sistema OLPC 8.2.0 para os laptops XO-1.
O Sugar 0.86 foi lançado em 30 de Setembro de 2009. O Sugar 0.88 foi lançado em 31 de Março de 2010. O Sugar 0.90.0 foi lançado em Outubro de 2010. Três lançamentos ocorreram em 2011 e um em Junho de 2012, que incluiu o suporte à arquitetura ARM no XO 1.75.

### Sugar on a Stick
O sistema está disponível como uma distribuição de Linux live USB  ("Sugar on a Stick") e como componentes de software formando um ambiente de desktop instalável adicional para muitas distribuições de Linux. Pode ser instalado usando o Fedora Live USB creator, que agora possui a opção de baixar a última versão do Sugar on a Stick. Também pode ser instalado no disco rígido de um computador usando o comando liveinst a partir de um Terminal Sugar ou de um console.
Em 23 de Junho de 2009, a Sugar Labs anunciou a disponibilidade da primeira versão do Sugar on a Stick v1 Strawberry. Livremente disponível para download em www.sugarlabs.org, Sugar on a Stick pode ser gravado em um pendrive USB comum de 1 GB e utilizado ao religar qualquer PC ou netbook diretamente no ambiente Sugar. Em 23 de Junho de 2009, Recycle USB.com foi lançado um programa para regravar pendrives USB usados com o software Sugar e doá-los para escolas. Em 8 de Dezembro de 2009, a Sugar Labs anunciou a disponibilidade da segunda versão do Sugar on a Stick v2 Blueberry, que incorpora o Sugar Release 0.86 e o Fedora 11. Sugar Labs anunciou a disponibilidade do Sugar on a Stick v3 Mirabelle, que incorpora Sugar Release 0.88 e o Fedora 13. Desde a versão Mirabelle, Sugar on a Stick foi um Fedora Spin regular anual. Spins sãos versões oficiais do Fedora com um propósito especial. Em 5 de Julho de 2012 foi lançado a  versão 7 Quandong no Fedora 17.

### Utilização no XO-1
O OLPC XO-1 tem 1 GB de memória flash e 256MB de memória RAM. Pelo fato do armazenamento ser pequeno, a memória virtual apenas pode ser adicionada ao usar um cartão SD ou um dispositivo de rede.
Quando distribuições passadas do Sugar baseadas no Fedora estão sendo executadas no OLPC XO-1, é sugerido que os usuários não realizem muitas atividades de uma só vez, porque podem experimentar quedas de performance devido à baixa memória ou uso do processador.

## Imagens

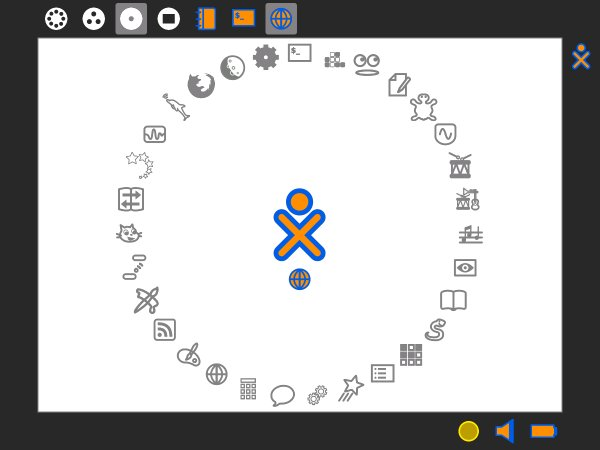
Tela inicial do Sugar
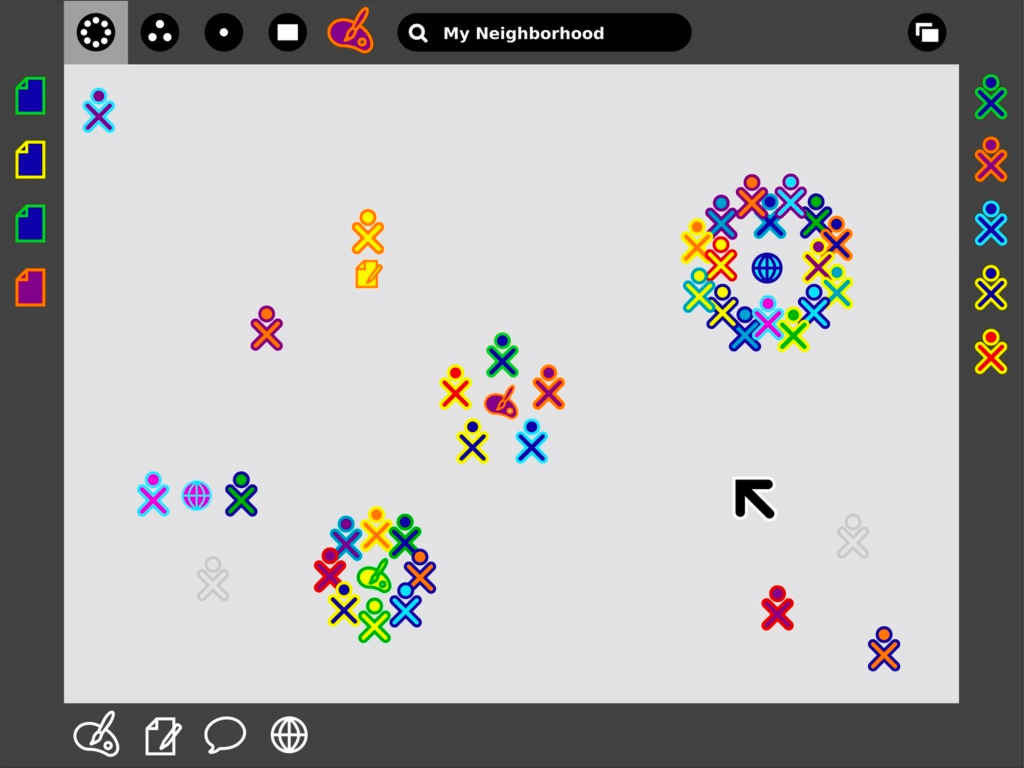
Vizinhança
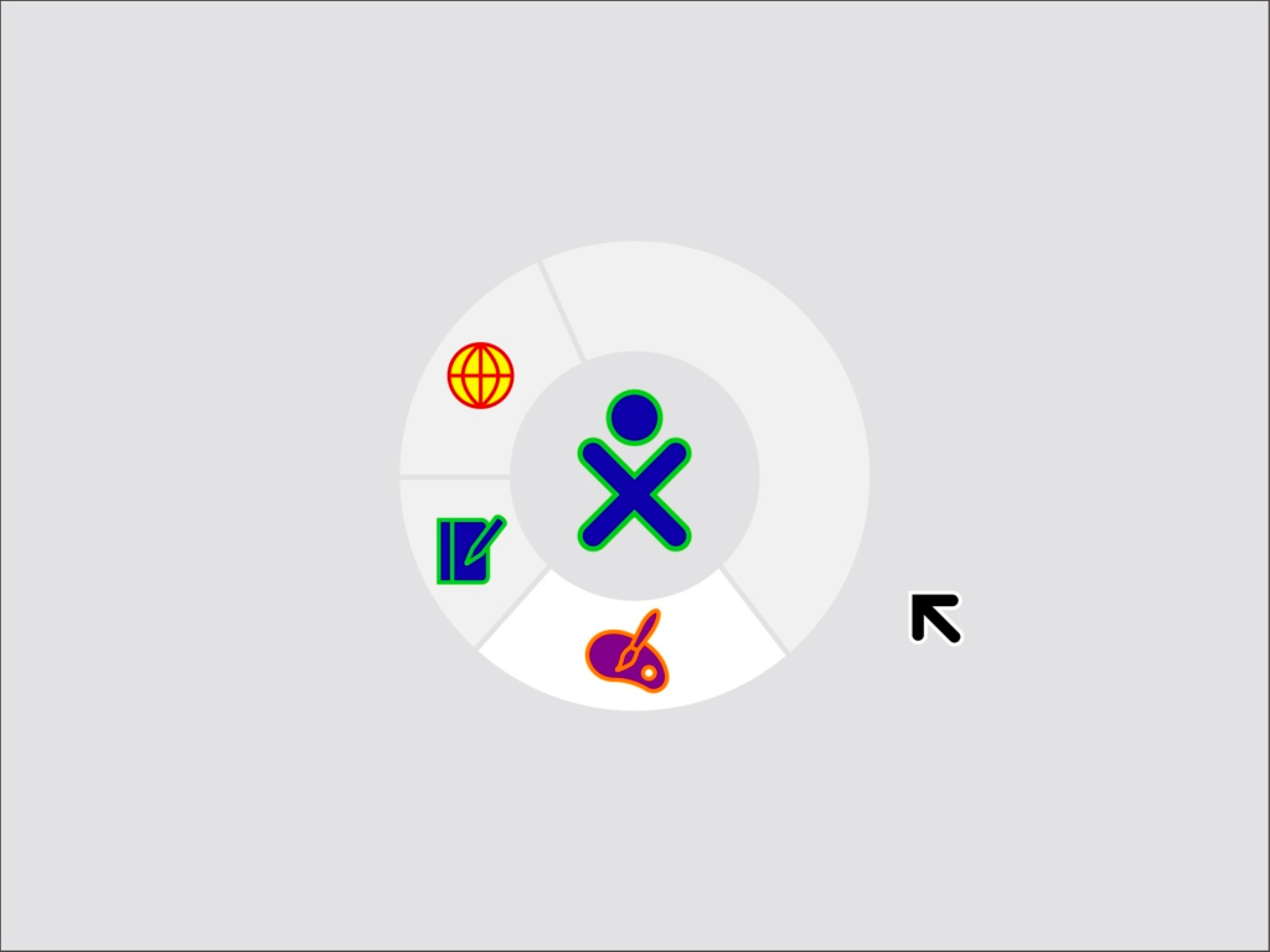
Tela inicial do Sugar das versões pre-0.82
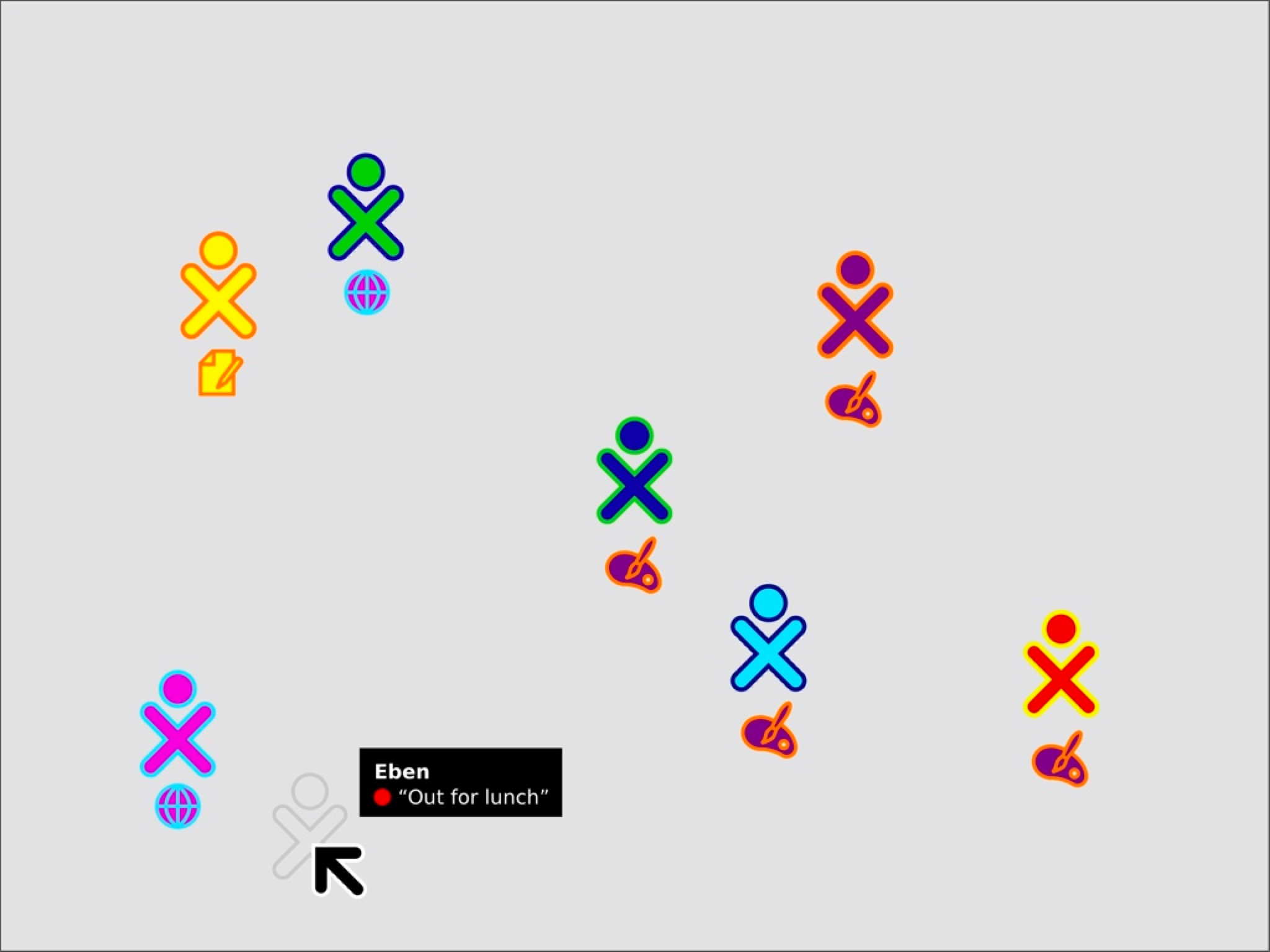
Tela "Amigos"
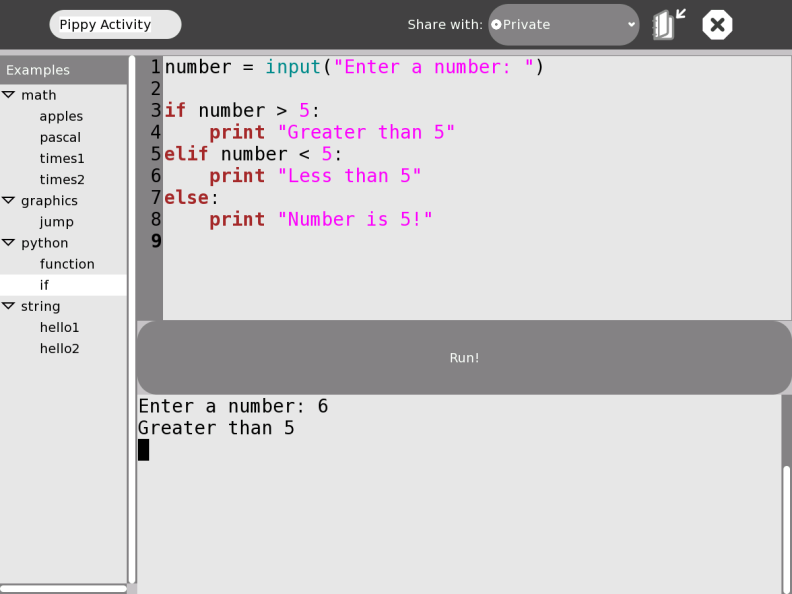
Tela da atividade Sugar Pippy
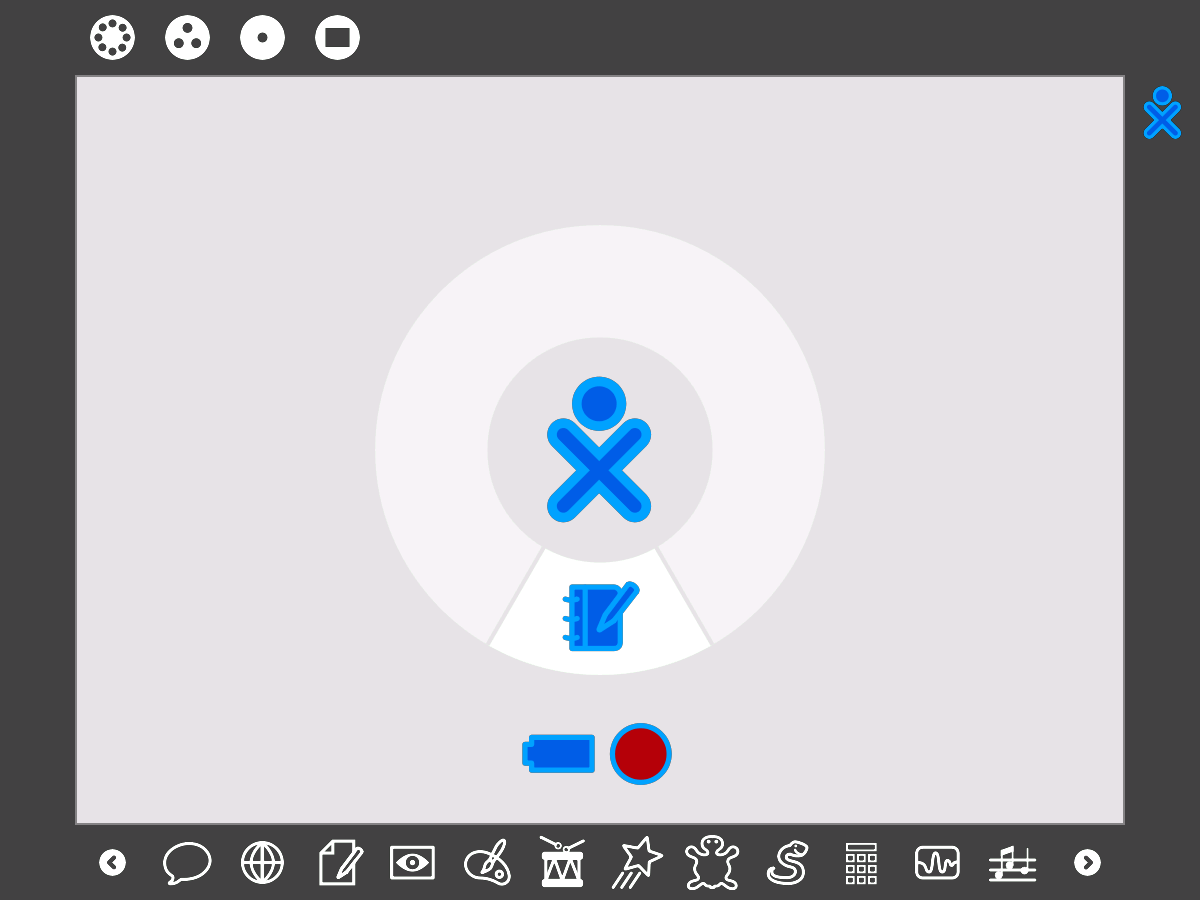
Tela inicial do Sugar com quadro de versões pre-0.82
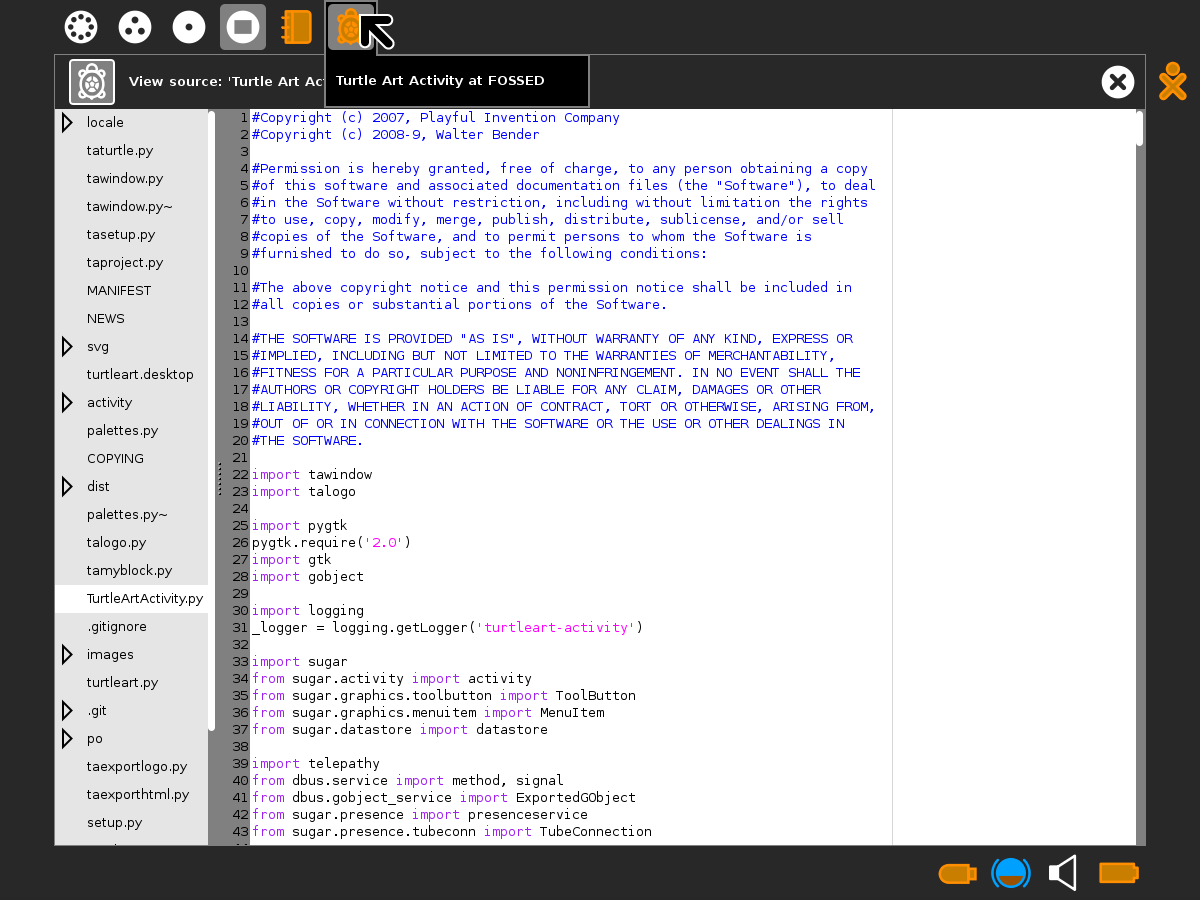
Código-Fonte da tela do Sugar
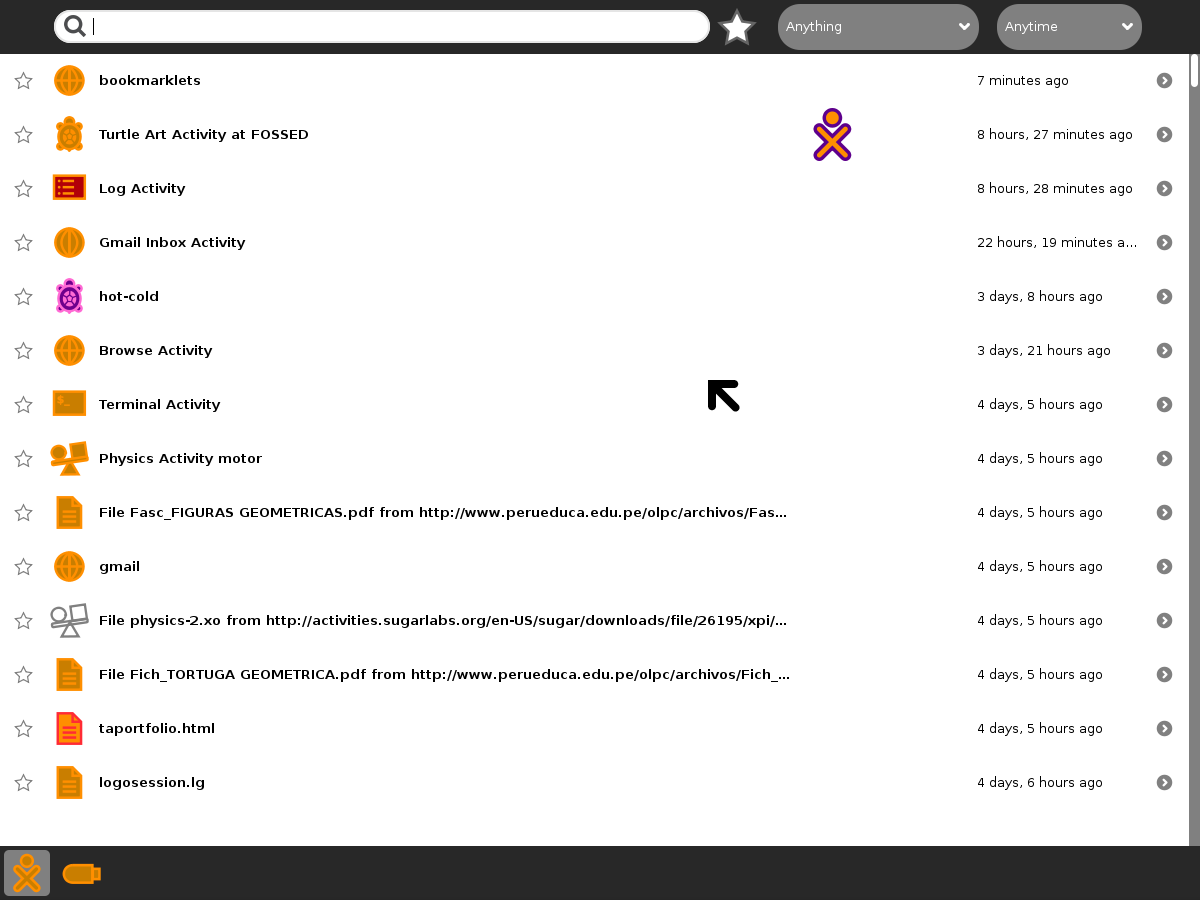
Captura de tela do Sugar Journal

### Mídia
- «Estado da Sugar Labs aos Seis Meses» (em inglês)

### Vídeo
- Vídeo de demonstração do Sugar da exibição de 2008 do Museu de Arte Moderna de Nova Iorque
- OLPC Sugar video 1 - demonstração do synthLab no YouTube
- OLPC Sugar video 2 - demonstração do mini Tam Tam no YouTube
- OLPC Sugar video 3 - demonstração das ferramentas sociais no YouTube
- OLPC Sugar video 4 - demonstração da emulação de interface no YouTube

- Este artigo foi inicialmente traduzido, total ou parcialmente, do artigo da Wikipédia em inglês cujo título é «Sugar (desktop environment)», especificamente desta versão.